# Roboto
RobotoはGoogleによって開発されたフォントファミリー。

## 概要
RobotoはGoogleのデザイナーであるChristian Robertsonによって開発されたフォントで、AndroidやChromeOSのシステムフォントに採用されており、マテリアルデザインのデザインガイドラインでも利用が推奨されている。
2015年5月26日、GoogleはRobotoフォントファミリーをオープンソースにしたことを発表した。
ソースコードはGitHubで公開されている。